# Color dels ulls

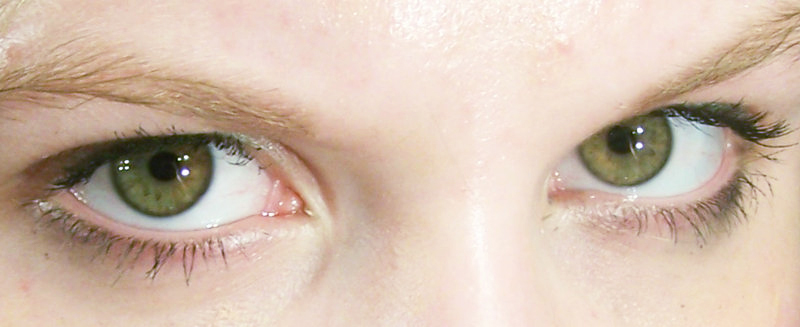
Mirada d'una persona amb ulls de color verd.

El color dels ulls és un caràcter fenotípic determinat per la quantitat i el tipus de pigment de l'iris. En els animals hi ha una gran variació d'aquest caràcter. En els ulls humans, aquestes variacions en el color s'atribueixen als diversos quocients de melanina produïts pels melanòcits.
Existeixen tres elements principals a l'iris que contribueixen al seu color: el contingut de melanina de l'epiteli pigmentari, el contingut de melanina dins del teixit connectiu de l'iris i la densitat cel·lular d'aquest teixit. En tots els colors, l'epiteli pigmentari de l'iris conté el pigment negre, la melanina. A més de la melanina, un altre pigment que actua en el procés és el lipocrom. Hi ha dos tipus de melanina a l'ull: l'eumelanina, d'aspecte marró fosc, i la feomelanina, d'aspecte marró-vermellós. En tots els colors d'ulls, a excepció de les condicions anòmales, el pigment de l'epiteli de l'iris és sempre l'eumelanina, que es presenta en grans quantitats. D'aquesta manera, la variació del color dels ulls es produeix en principi pel pigment de la part anterior de l'iris i de tota la llum que absorbeix l'estroma d'acord amb la seva densitat.

## Determinants genètiques
El color d'ulls és un caràcter hereditari influenciat per diversos gens. Així, en els éssers humans, se'n coneixen diversos que estan associats:
- EYCL1: És responsable de la determinació dels colors verd i blau —al·lel dominant i recessiu respectivament entre ells. Està localitzat en el cromosoma 19.[9]
- EYCL2: És el principal responsable del color marró, i es troba probablement en el cromosoma 15.[9]
- EYCL3: Es troba entre els gens que regulen la quantitat de melanina de l'organisme animal. És així com en éssers humans aquests estan estretament relacionats amb els gens responsables de la pigmentació de la pell i pèls, i que en conjunt corresponen als mateixos que mutats o alterats causen els diferents tipus d'albinisme oculocutanis, denominats OCA1-4, i que estan ubicats en el cromosoma 15.[6][10] D'aquests, el gen P, ubicat a (15q11-12) i responsable així mateix de l'albinisme oculocutani de tipus 2 o també anomenat OCA2, és un dels responsables del color d'ulls,[11] principalment de les tonalitats marró i blau —al·lel dominant i recessiu respectivament entre ells.[9]
- Altres gens implicats són el SLC24A4, ubicat a (14q32.12), i el TYR, ubicat a (11q14-Q21).[12]

No obstant això, els veritables responsables de la variació del color d'ulls es troben en polimorfismes de nucleòtids simples o SNP dins d'aquests gens. No se sap amb exactitud el nombre de SNP que contribueixen a aquesta variació, però s'han detectat probables candidats. Així mateix, mitjançant anàlisi s'han obtingut resultats sobre els possibles SNP que tenen major implicació en l'efecte. Un estudi de la Universitat de Copenhagen, va descobrir que un sol SNP, localitzat en HERC2, que regula l'expressió del gen per OCA2, és el responsable de la tonalitat blava dels ulls en un 74%. Un altre estudi, dut a terme per la Facultat de Medicina de la Universitat Erasme de Rotterdam el 2009, va descobrir que d'un total de 37 SNP provinents de 8 gens que tenen relació amb el color d'ulls era possible predir amb només 6 SNP provinents de 6 gens el to marró en un 93%, el blau en un 91% i per als tons intermedis en un 73%.[nota 1] La resta de SNP interveniren mínimament en la predicció. Aquest mateix estudi indica que la baixa precisió per als últims és explicat -en part- pel desconeixement d'altres SNP associats. No obstant això i tot i així, colors com el gris i l'ambre encara no tenen explicació des del punt de vista genètic.

## Colors en els éssers humans
| Ull marró | Marró |
| Ull marró | Els ulls de color marró o castany contenen grans quantitats de melanina a la part anterior de l'iris, que serveixen per a absorbir grans quantitats de llum, especialment les longituds d'ones més curtes d'aquesta. És el fenotip més comú per al color d'ulls en els éssers humans, i en moltes zones és pràcticament l'única que hi ha. Estudis realitzats a l'Institut Universitari de Genètica i Bioquímica Mèdica del Centre Danès d'Investigació del Genoma van descobrir que aquests ulls estan genèticament relacionats amb el polimorfisme D15S165, acompanyat dels marcadors D15S156 i D15S144, tots ells ubicats en el cromosoma 15 (15q11-21). |

| Ambre | Ambre |
| Ambre | Els ulls de color ambre són d'un to que pot anar del groguenc al vermellós daurat i de tint rogenc. L'ambre és un color intermedi entre el marró i l'avellana. El pigment responsable d'aquesta coloració és el lipocrom, també anomenat pigment Fusco, i que es troba igualment present en els ulls verds. Genèticament no hi ha una explicació per aquesta coloració. |

| Avellana | Avellana |
| Avellana | Els ulls de color avellana es deuen a una combinació de la dispersió de Rayleigh i una moderada quantitat de melanina en l'iris de la capa vora anterior. Són d'un to intermedi entre el marró i el verd. Així mateix pot contenir sectors on el marró, ambre o el verd es presentin nítidament. És comú que moltes persones amb els ulls de color avellana es pensin que tenen els ulls de color ambre i viceversa. Des del punt de vista genètic tampoc està clara una explicació per a aquest. No obstant, el genetista de la Universitat Stanford, Barry Starr, ha suggerit un model probable, basat en un hipotètic gen M que actuaria sobre el gen EYCL1, fent que aquest últim generi més melanina. L'al·lel dominant generaria aquest efecte, mentre que l'al·lel recessiu seria un factor neutral. Així, EYCL1 alterat per acció del gen M, i en conjunt amb EYCL3, generarien el color avellana. |

| Verd | Verd |
| Verd | Els ulls de color verd són el producte de moderades quantitats de melanina. El verd és un color intermedi entre els tons marró i blau o gris. Els gens involucrats en aquest efecte són EYCL1 i EYCL3. És així com l'al·lel dominant per EYCL1, conjugat amb qualsevol al·lel per EYCL3, a excepció de l'al·lel dominant d'aquest últim, obtenen com a resultat el color verd d'ulls. Els ulls verds són més comuns al nord i centre d'Europa. També es troben al sud d'Europa, tot i que en menys freqüència, i al nord d'Àfrica. A Islàndia, el 89% de les dones i el 87% dels homes tenen els ulls de color blau o verd. Un estudi islandès i holandès ha comprovat que els ulls verds prevalen més en les dones que en els homes. Entre els nord-americans d'origen europeu, els ulls verds són més comuns entre els d'ascendència cèltics i germànics, amb un 16%. |

| Blau | Blau |
| Blau | Els ulls de color blau contenen baixes quantitats de melanina a la part anterior de l'iris. Són produïts, i inclosa la característica anterior, perquè l'estroma, teixit transparent compost en part per col·lagen, s'interposa en el camí de la llum quan aquesta és reflectida per l'epiteli de l'iris cap a l'exterior. D'aquesta manera, la llum es doblega quan incideix amb el col·lagen i reflecteix el blau. Genèticament és la conjugació dels al·lels recessius dels gens EYCL1 i EYCL3. El patró d'herència pels ulls blaus és un tret recessiu. El 2008 un estudi revelà que totes les persones amb ull blau tenen un avantpassat en comú. «Originalment, tots teníem els ulls marrons», va dir Hans Eibergen, del Departament de Medicina Cel·lular i Molecular de la Universitat de Copenhaguen. Eibergen i els seus companys van demostrar en un estudi publicat en Human Genetics que és per una mutació a l'intró 86 del gen HERC2, es creu que es dona per la interacció amb el promotor del gen OCA2, expressió reduïda dels OCA2 amb la consegüent reducció en la producció de melanina. Els autors van concloure que la mutació pot haver sorgit en un sol individu del Pròxim Orient o al voltant del mar Negre fa 6.000-10.000 anys durant la revolució neolítica. Actualment són relativament comuns en diverses zones d'Europa, especialment al nord; també hi ha gent amb els ull blaus a l'Afganistan, el Pakistan, el nord d'Àfrica, el sud de l'Àsia central, l'Àsia occidental i l'Àsia meridional. També són comuns a Amèrica del nord i a Oceania pels colons. La població mundial amb ulls blaus és de 150 milions de persones aproximadament. |

| Gris | Gris |
| Gris | Encara es desconeixen els factors que comporten que l'iris adquireixi una coloració grisa. No obstant això hi ha dues teories. La primera d'elles indica que l'estroma, compost per una gran quantitat de proteïnes o per una gran grandària d'aquestes, s'interposa en el camí de la llum quan aquesta és reflectida per l'epiteli de l'iris cap a l'exterior, doblant la llum de tal manera que és reflecteix el gris. La segona teoria està relacionada amb la quantitat i la ubicació de la melanina, i crea dues subcategories: gris fosc i gris clar. El gris fosc seria provocat per una petita capa de melanina a la part anterior de l'iris, que provocaria que la reflexió del color blau es vegi opacada. Per la seva banda, el gris clar seria causat per una minúscula quantitat de melanina a la part anterior de l'iris, encara més reduïda que per als ulls blaus. No obstant això cap d'aquestes teories han estat explicades genèticament. |

## Canvi en el color d'ulls
Sovint, els nadons (especialment els de pell més clara) tenen una quantitat mínima de melanina a la part anterior de l'iris. A mesura que l'ull s'exposa a la llum del sol, els melanòcits a l'iris comencen a produir melanina, i el color d'ulls comença a canviar cap a la seva coloració adulta, aconseguint almenys el 50% de la densitat adulta de la pigmentació, aquests canvis oculars ocorren quan el nadó és del voltant d'un any, tot i que es pot donar fins als tres anys. Observant l'iris d'un nadó des del costat usant només la llum transmesa sense reflexió des de la part posterior de l'iris, és possible detectar la presència o absència de nivells baixos de melanina. Un iris de color blau observat per aquest mètode és més probable que segueixi sent blau com en l'edat infantil. Un iris on apareixen petites concentracions de melanina, és probable que es posi verd o marró a mesura que l'infant va creixent.
Canvis (aclariment o enfosquiment) del color dels ulls durant: la pubertat, la primera infància, l'embaràs, i algunes vegades després d'un trauma greu (com heterocromia) no representen un argument plausible per afirmar que alguns ulls poden o no canviar, sobre la base de les reaccions químiques i canvis hormonals dins el cos.
Els estudis sobre bessons europeus, tant uni com bivitel·lins, han demostrat que el color dels ulls en el temps pot estar subjecte a canvis, i la demelanització principal de l'iris també pot ser determinat genèticament. La majoria dels canvis del color dels ulls s'han observat o reportat en la població caucàsica amb els ulls de color avellana.

## Condicions anòmales

### Heterocromia
L'heterocromia és una condició ocular poc freqüent que passa quan ambdós iris presenten diferents colors, cas denominat heterocromia completa, o quan un sol iris presenta zones de colors diferenciats notòriament, cas denominat heterocromia parcial o sectorial. L'heterocromia es presenta amb poca freqüència i pot ser congènita o adquirida. La forma congènita és la més rara, i és present des del naixement, i pot estar associada amb algunes malalties com ara la neurofibromatosi, la síndrome de Waardenburg o la síndrome de Claude-Bernard-Horner. La forma adquirida és provocada per una lesió: per una infecció viral primerenca a l'úter, per una acumulació de sang darrere l'iris o per tenir una pupil·la permanentment dilatada entre d'altres. Es presenta de forma habitual en gossos, gats i cavalls.

### Anirídia

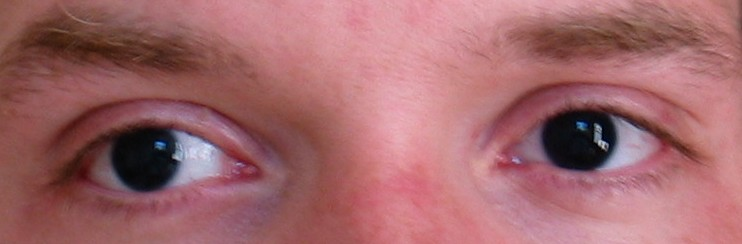
Aspecte d'ulls negres en un pacient amb anirídia.

L'anirídia és una malaltia bilateral, heretable i poc freqüent. La seva principal característica és l'absència d'iris, representat per l'aspecte d'ulls negres en l'afectat. El gen responsable d'aquesta anomalia es troba localitzat en el cromosoma 11 (11p13), el qual s'encarrega del correcte desenvolupament del globus ocular. Les persones anirídiques tenen una baixa visió i fotofòbia, podent desenvolupar: cataractes, glaucoma, nistagme, hipoplàsia macular i foveal, i opacificació corneal per insuficiència límbica.

### Albinisme
L'albinisme és una condició genètica que afecta els animals, la principal característica és l'absència congènita de melanina en ulls, pell i pèls. És així com en aquests casos el color d'ulls depèn del grau d'albinisme que tingui el pacient. D'aquesta manera, en els casos d'albinisme oculacutani lleu, els afectats tenen generalment ulls de color blau i gris, o bé cafè en races fosques, que és un indici de posseir quantitats de melanina en l'iris que bloquegen la llum. No obstant això, en els casos severs d'albinisme oculacutani no existeix melanina en l'iris, de manera que la llum pot passar a través d'aquest, sent que en un ull normal la llum entra en l'ull només a través de la pupil·la. Això genera el reflex de l'hemoglobina dels vasos sanguinis de la retina, la qual cosa provoca al seu torn l'aspecte d'ulls color violeta o fins i tot vermell en l'afectat. Els pacients amb albinisme pateixen comunament de: fotofòbia, nistagme, estrabisme, miopia i astigmatisme, producte de la insuficient quantitat de melanina als ulls.

### Anell de Kayser-Fleischer

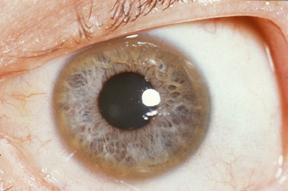
Anell de Kayser-Fleischer a la vora de l'iris.

L'anell de Kayser-Fleischer és un dipòsit de coure a la perifèria corneal de color daurat-verdós, en el punt on aquesta s'uneix amb l'escleròtica, i és un dels símptomes més característics de la malaltia de Wilson o degeneració hepàticolenticular, que és un trastorn hereditari poc freqüent, que provoca l'acumulació de coure en els teixits. La malaltia de Wilson té tres tipus de símptomes: hepàtics, neurològics i psiquiàtrics, que estan associats al dany dels teixits producte de la toxicitat generada per l'alta quantitat de coure en el cos. L'anell de Kayser-Fleischer es presenta en el 90% dels afectats neurològicament o amb símptomes psiquiàtrics d'aquesta malaltia.

## Implicacions mèdiques
Diversos estudis han demostrat que el color d'ulls té relació amb diversos riscos i/o patiments d'algunes malalties:
Un estudi realitzat a l'Escola de Medicina de la Universitat d'Otago a Nova Zelanda, va demostrar que existeix una relació estadísticament significativa entre el color d'ulls i la pressió intraocular: la mitjana dels mesuraments de la pressió intraocular es va incrementar amb el grau de pigmentació de l'iris. La pressió intraocular elevada és un factor de risc per patir glaucoma.
Un altre estudi va ser el que va dur a terme el Servei de la Retina a la Infermeria Per Ulls i orelles de Massachusetts, que va concloure que a mesura que disminueix la quantitat de melanina de l'iris en els pacients que presenten melanoma —càncer— a la coroide, hi ha un major risc de mort per metàstasis -disseminació del càncer a altres òrgans del cos- provinent d'aquest melanoma, i independent d'altres factors de risc.
D'altra banda, a l'Institut Kresge de l'Ull de l'Escola de Medicina de la Universitat de l'Estat de Wayne, a Detroit, es va estudiar la relació entre el color de l'iris i la degeneració macular associada a l'edat. És sabut que la malaltia la pateixen amb més freqüència persones de pell blanca, però, els resultats d'aquest estudi va indicar que entre aquests hi ha una major prevalença de la malaltia en persones amb menor grau de pigmentació de l'iris.